# 薩多韋 (羅姆內區)
50°41′24″N 33°25′22″E / 50.69000°N 33.42278°E
薩多韋（烏克蘭語：Садове）是位於烏克蘭東北部的村莊，由蘇梅州羅姆內區的羅姆內市鎮負責管轄。該村處於蘇拉河右岸，分別距離科爾熱0.5公里和皮斯基2公里，海拔高度140米，2001年人口17。